# Turneraceae
Turneraceae is een botanische naam, voor een familie van tweezaadlobbige planten. Een familie onder deze naam wordt algemeen erkend door systemen voor plantentaxonomie, en ook door het APG-systeem (1998).
In het APG II-systeem (2003) is erkenning van de familie optioneel: de planten mogen ook ingevoegd worden in de familie Passifloraceae.
Het gaat om een niet heel grote familie van honderd à tweehonderd soorten, die voorkomen in tropisch Zuid-Amerika en Afrika (en aangrenzende eilanden).
In het Cronquist-systeem (1981) werd de familie geplaatst in de orde Violales.